# 萧毅 (南梁)
蕭毅（6世紀—550年），南朝梁宗室，始兴忠武王萧憺之孙，始兴嗣王萧亮之子。

## 生平
始兴嗣王萧亮去世后，蕭毅袭封始兴蕃王。大同年间（535年－546年）蕭毅为太子舍人时，因行为不矩而受到长兼御史中丞刘孝仪的弹劾。后出任临川内史。
太清二年（548年），侯景之乱爆发，临川人周续以讨贼为名召集众人，临川内史蕭毅遂将临川郡让给周续。当时，周续的部下想抢掠蕭毅，蕭毅被当地豪族周敷护送至豫章郡。
大寶元年（550年），蕭毅率兵攻擊叛乱的豫章太守莊鐵。鄱阳王蕭範世子萧嗣与庄铁有交情，说服萧范派侯瑱率兵救援莊鐵，蕭毅等人遂戰敗身亡。